# Raymundo Nonato de Cerqueira Filho
Raymundo Nonato de Cerqueira Filho GCMM (Rio de Janeiro, 11 de junho de 1944) é um general-de-exército da reserva do Exército Brasileiro, que exerceu o cargo de Presidente do Superior Tribunal Militar.

## Carreira Militar

### Oficial
Graduou-se aspirante-a-oficial de infantaria em 1967, na Academia Militar das Agulhas Negras, sendo o primeiro colocado de toda a sua turma. Foi também o primeiro colocado de sua turma de infantaria na Escola de Aperfeiçoamento de Oficiais (EsAO), recebendo por isso a medalha Marechal Hermes de prata com duas coroas.
Como tenente e capitão serviu no 1.º Batalhão de Infantaria Motorizado (Escola), no 27.º Batalhão de Infantaria Paraquedista, no Centro de Instrução Pára-quedista General Penha Brasil e no então Destacamento de Forças Especiais. Realizou os cursos de comandos e forças especiais. Em 1975, fez também o Curso de Forças Especiais nos Estados Unidos, tendo sido classificado em 1º lugar dentre todos os Oficiais estrangeiros. Foi, ainda, instrutor da Escola de Aperfeiçoamento de Oficiais e serviu na Diretoria de Movimentações e na 8.ª Brigada de Infantaria Motorizada.

### Oficial Superior
Como Oficial Superior, realizou o curso da Escola de Comando e Estado-Maior do Exército, na qual depois foi instrutor. Serviu na 4.ª Brigada de Infantaria Motorizada e realizou o curso Escola de Comando e Estado-Maior do Exército dos Estados Unidos da América. Foi observador militar da Organização das Nações Unidas, participando da Missão de Verificação das Nações Unidas em Angola. Serviu nos comandos da Brigada de Infantaria Paraquedista e da 1ª Divisão de Exército, além de comandar o 26.º Batalhão de Infantaria Paraquedista – Força Tarefa Santos Dumont.

### Oficial General
No posto de general-de-brigada, comandou a 2.ª Brigada de Infantaria Motorizada, a Brigada de Infantaria Paraquedista e foi Chefe do Estado-Maior do Comando Militar da Amazônia.
Como general-de-divisão foi 2º Subchefe e Vice-Chefe do Estado-Maior do Exército, entre abril de 2005 e março de 2006.
Promovido a general-de-exército, foi Comandante Militar da Amazônia, no período de 3 de maio de 2006 a 14 de setembro de 2007. em seguida, foi Chefe do Departamento Logístico e Comandante de Operações Terrestres.
Admitido à Ordem do Mérito Militar em 1992 no grau de Cavaleiro ordinário, foi promovido a Oficial em 1995, a Comendador em 1999, a Grande-Oficial em 2002 e a Grã-Cruz em 2006.
Foi nomeado Ministro do Superior Tribunal Militar por Decreto datado de 17 de março de 2010, tendo tomado posse em 25 de março de 2010. De 1º de fevereiro de 2013 a 16 de junho de 2014, exerceu o cargo de Presidente do Tribunal.